# Primeira Liga de 2018–19
A Primeira Liga de 2018–19, conhecida também como Liga NOS por razões de patrocínio, foi a 85.ª edição da liga de futebol de maior escalão de Portugal.
Ver equipamentos de todas as equipas desta edição da liga.

## Transmissões televisivas
Em Portugal, todos os jogos são transmitidos pela Sport TV, à excepção dos jogos em casa do Benfica, que são transmitidos pela Benfica TV. A RTP Internacional e A RTP África também passa um jogo por cada jornada.
No Brasil o campeonto é transmitido em televisão fechada pela ESPN Brasil, que sublicencia o certame para o BandSports. Os canais passam os principais jogos de cada rodada. 

## Participantes
| Clube               | Estádio                                        | Lotação | Fund. | 17/18    | Prtc | Treinador        |
| ------------------- | ---------------------------------------------- | ------- | ----- | -------- | ---- | ---------------- |
| B-SAD               | Estádio Nacional do Jamor                      | 37 593  | 2018  | -        | 1    | Jorge Silas      |
| Benfica             | Estádio da Luz                                 | 64 647  | 1904  | 2.º      | 85   | Bruno Lage       |
| Boavista            | Estádio do Bessa                               | 28 263  | 1903  | 8.º      | 57   | Lito Vidigal     |
| Chaves              | Estádio Municipal Eng.º Manuel Branco Teixeira | 8 870   | 1949  | 6.º      | 16   | José Mota        |
| Desportivo das Aves | Estádio das Aves                               | 6 230   | 1930  | 13.º     | 5    | Augusto Inácio   |
| FC Porto            | Estádio do Dragão                              | 50 033  | 1893  | 1.º      | 85   | Sérgio Conceição |
| Feirense            | Estádio Marcolino de Castro                    | 5 600   | 1918  | 16.º     | 7    | Filipe Martins   |
| Marítimo            | Estádio do Marítimo                            | 10 600  | 1910  | 7.º      | 39   | Petit            |
| Moreirense          | Estádio Com. Joaquim A. Freitas                | 6 153   | 1938  | 15.º     | 9    | Ivo Vieira       |
| Nacional da Madeira | Estádio da Madeira                             | 5 200   | 1910  | 1.º (II) | 19   | Costinha         |
| Portimonense        | Estádio Municipal de Portimão                  | 5 950   | 1914  | 10.º     | 16   | António Folha    |
| Rio Ave             | Estádio dos Arcos                              | 9 065   | 1939  | 5.º      | 25   | Daniel Ramos     |
| Santa Clara         | Estádio de São Miguel                          | 12 500  | 1927  | 2.º (II) | 4    | João Henriques   |
| Braga               | Estádio Municipal de Braga                     | 30 286  | 1921  | 4.º      | 63   | Abel Ferreira    |
| Sporting            | Estádio José Alvalade                          | 50 095  | 1906  | 3.º      | 85   | Marcel Keizer    |
| Tondela             | Estádio João Cardoso                           | 5 000   | 1933  | 11.º     | 4    | Pepa             |
| V. Guimarães        | Estádio D. Afonso Henriques                    | 30 000  | 1922  | 9.º      | 74   | Luís Castro      |
| Vitória de Setúbal  | Estádio do Bonfim                              | 15 497  | 1910  | 14.º     | 71   | Sandro Mendes    |

| Pos. | Despromovidos da Liga NOS |
| ---- | ------------------------- |
| 17.º | Paços de Ferreira         |
| 18.º | Estoril-Praia             |

| Pos. | Promovidos da Ledman Liga Pro |
| ---- | ----------------------------- |
| 1.º  | Nacional da Madeira           |
| 2.º  | Santa Clara                   |

## Número de equipas por Associação de Futebol
|   | Associação de Futebol | Número de equipas | Equipas                                       |
| - | --------------------- | ----------------- | --------------------------------------------- |
| 1 | AF Porto              | 4                 | Boavista, Desportivo das Aves, Porto, Rio Ave |
| 2 | AF Braga              | 3                 | Moreirense, Braga, Vitória de Guimarães       |
| 2 | AF Lisboa             | 3                 | Belenenses SAD, Benfica, Sporting             |
| 4 | AF Madeira            | 2                 | Marítimo, Nacional da Madeira                 |
| 5 | AF Aveiro             | 1                 | Feirense                                      |
| 5 | AF Algarve            | 1                 | Portimonense                                  |
| 5 | AF Ponta Delgada      | 1                 | Santa Clara                                   |
| 5 | AF Setúbal            | 1                 | Vitória de Setúbal                            |
| 5 | AF Vila Real          | 1                 | Chaves                                        |
| 5 | AF Viseu              | 1                 | Tondela                                       |

## Tabela classificativa
Atualizado em 19 de maio de 2019

## Factos relevantes

### Diferendo entre CF Os Belenenses e Belenenses SAD
Um diferendo entre a direcção do Clube de Futebol Os Belenenses e a proprietária da sua SAD levou à separação entre as duas estruturas, o que levou à coexistência, desde o início da época 2018-19, de duas equipas de futebol- uma da SAD, profissional, que continuou a militar na Primeira Liga, e outra do clube, que começou do zero na 1.ª Divisão Distrital da Associação de Futebol de Lisboa.
O corte de relações entre as duas estruturas levou à saída da equipa profissional do Estádio do Restelo, tendo a equipa do Belenenses SAD passado a efectuar os jogos em casa no Estádio Nacional, no Jamor (Oeiras). 
Em Março de 2019, por decisão judicial, a equipa da SAD foi impedida de utilizar o tradicional emblema do Clube de Futebol Os Belenenses e a cruz de Cristo. Assim, a partir da 25.ª Jornada, as camisolas da equipa profissional passaram a exibir um novo símbolo.

### Rebaixamento
Houve 3 clubes rebaixados, diferentemente dos 2 rebaixados em outras temporadas, visto que o Gil Vicente, será reintegrado na Primeira Liga na temporada 2019–20, após desdobramentos do Caso Mateus.

### Estatísticas e Recordes
O Feirense bateu o recorde de maior número de jogos seguidos sem ganhar, ao ultrapassar a marca de 22 jogos consecutivos sem vitórias que pertencia à equipa do Varzim na época 1983-84. Com isso, o Feirense é o primeiro clube despromovido da Primeira Liga de 2018-19.

## Jornadas

### 1.ª Jornada
| 10 de Agosto de 2018 | Benfica          | 3 – 2  | Vitória de Guimarães                  | Lisboa                                                         |  |
| 20:30                | Pizzi 9' 30' 38' | Report | André André 75' · Guillermo Celis 81' | Estádio: Estádio da Luz Público: 55 219 Árbitro: João Pinheiro |  |

| 11 de Agosto de 2018 | Vitória de Setúbal        | 2 – 0  | Aves | Setúbal                                                            |  |
| 16:30                | Costinha 3' · Jhonder 61' | Report |      | Estádio: Estádio do Bonfim Público: 5 182 Árbitro: Hélder Malheiro |  |

| 11 de Agosto de 2018 | Tondela | 0 – 1  | Belenenses SAD | Tondela                                                            |  |
| 19:00                |         | Report | Fredy 54'      | Estádio: Estádio João Cardoso Público: 2 010 Árbitro: Luís Godinho |  |

| 11 de Agosto de 2018 | Porto                                                                          | 5 – 0  | Chaves | Porto                                                            |  |
| 21:00                | Vincent Aboubakar 14' 20' · Yacine Brahimi 45' · Jesús Corona 71' · Marius 88' | Report |        | Estádio: Estádio do Dragão Público: 46 509 Árbitro: Nuno Almeida |  |

| 12 de Agosto de 2018 | Feirense                     | 2 – 0  | Rio Ave | Santa Maria da Feira                                                       |  |
| 16:00                | Tiago Silva 20' · Edinho 33' | Report |         | Estádio: Estádio Marcolino de Castro Público: 2 646 Árbitro: António Nobre |  |

| 12 de Agosto de 2018 | Marítimo                   | 1 – 0  | Santa Clara | Funchal                                                                  |  |
| 16:00                | Rodrigo Pinho 90+6' (pen.) | Report |             | Estádio: Estádio dos Barreiros Público: 5 893 Árbitro: Anzhony Rodrigues |  |

| 12 de Agosto de 2018 | Moreirense           | 1 – 3  | Sporting                                        | Moreira de Cónegos                                                                           |  |
| 18:30                | Heriberto Tavares 6' | Report | Bruno Fernandes 16' · Bas Dost 74' (pen.) 90+2' | Estádio: Estádio Comendador Joaquim de Almeida Freitas Público: 4 886 Árbitro: Tiago Martins |  |

| 12 de Agosto de 2018 | Braga                                      | 4 – 2  | Nacional                    | Braga                                                                      |  |
| 20:30                | Dyego Sousa 4' 32' · Ricardo Horta 48' 72' | Report | Bryan Róchez 23' (pen.) 38' | Estádio: Estádio Municipal de Braga Público: 16 387 Árbitro: Carlos Xistra |  |

| 13 de Agosto de 2018 | Portimonense | 0 – 2  | Boavista                            | Portimão                                                                   |  |
| 20:15                |              | Report | David Simão 47' · André Claro 90+3' | Estádio: Estádio Municipal de Portimão Público: 3 990 Árbitro: João Capela |  |

### 2.ª Jornada
| 17 de Agosto de 2018 | Aves                             | 2 – 2  | Tondela                            | Vila das Aves                                                                           |  |
| 20:30                | Derley 13' · Nildo Petrolina 60' | Report | Juan Delgado 3' · Pablo Sabbag 74' | Estádio: Estádio do Clube Desportivo das Aves Público: 1 872 Árbitro: Artur Soares Dias |  |

| 18 de Agosto de 2018 | Chaves                           | 2 – 0  | Portimonense | Chaves                                                                     |  |
| 16:30                | Marcão 27' (pen.) · Perdigão 31' | Report |              | Estádio: Estádio Municipal de Chaves Público: 5 240 Árbitro: André Narciso |  |

| 18 de Agosto de 2018 | Boavista | 0 – 2  | Benfica                          | Porto                                                          |  |
| 19:00                |          | Report | Facundo Ferreyra 35' · Pizzi 62' | Estádio: Estádio do Bessa Público: 15 189 Árbitro: Manuel Mota |  |

| 18 de Agosto de 2018 | Sporting    | 2 – 1  | Vitória de Setúbal | Lisboa                                                                  |  |
| 21:00                | Nani 9' 66' | Report | Zequinha 19'       | Estádio: Estádio José Alvalade Público: 40 611 Árbitro: Manuel Oliveira |  |

| 19 de Agosto de 2018 | Nacional | 1 – 2  | Moreirense                            | Funchal                                                           |  |
| 16:00                | Witi 50' | Report | Pedro Nuno 8' · Heriberto Tavares 61' | Estádio: Estádio da Madeira Público: 2 491 Árbitro: António Nobre |  |

| 19 de Agosto de 2018 | Rio Ave                                                  | 3 – 1  | Marítimo               | Vila do Conde                                                     |  |
| 16:00                | Bruno Moreira 12' · Gelson Dala 40' · Damien Furtado 87' | Report | Joel Tagueu 73' (pen.) | Estádio: Estádio dos Arcos Público: 2 529 Árbitro: Vítor Ferreira |  |

| 19 de Agosto de 2018 | Belenenses SAD               | 2 – 3  | Porto                                                   | Oeiras                                                                    |  |
| 18:30                | Fredy 55' (pen.) · Keita 83' | Report | Diogo Leite 26' · Otávio 46' · Alex Telles 90+6' (pen.) | Estádio: Estádio Nacional do Jamor Público: 10 901 Árbitro: Carlos Xistra |  |

| 19 de Agosto de 2018     | Santa Clara                                            | 3 – 3  | Braga                                                   | Ponta Delgada                                                       |  |
| 20:30 (19:30 Hora Local) | Thiago Santana 46' · Zé Manuel 60' · Fábio Cardoso 65' | Report | Pablo Santos 24' · Wilson Eduardo 29' · Dyego Sousa 40' | Estádio: Estádio de São Miguel Público: 3 915 Árbitro: Rui Oliveira |  |

| 20 de Agosto de 2018 | Vitória de Guimarães | 0 – 1  | Feirense           | Guimarães                                                                 |  |
| 20:15                |                      | Report | Fábio Sturgeon 88' | Estádio: Estádio D. Afonso Henriques Público: 18 108 Árbitro: Hugo Miguel |  |

### 3.ª Jornada
| 24 de Agosto de 2018 | Marítimo                            | 2 – 1  | Chaves      | Funchal                                                              |  |
| 20:30                | Leandro Barrera 90+1' · Lucas 90+5' | Report | William 17' | Estádio: Estádio dos Barreiros Público: 5 398 Árbitro: Tiago Martins |  |

| 25 de Agosto de 2018 | Portimonense                         | 2 – 2  | Santa Clara                                       | Portimão                                                                     |  |
| 16:30                | Bruno Tabata 49' · Wilson Manafá 64' | Report | Fábio Cardoso 5' · Wilson Manafá 66' (Gol-contra) | Estádio: Estádio Municipal de Portimão Público: 2 185 Árbitro: João Pinheiro |  |

| 25 de Agosto de 2018 | Benfica        | 1 – 1  | Sporting        | Lisboa                                                        |  |
| 19:00                | João Félix 86' | Report | Nani 64' (pen.) | Estádio: Estádio da Luz Público: 60 486 Árbitro: Luís Godinho |  |

| 25 de Agosto de 2018 | Porto                                  | 2 – 3  | Vitória de Guimarães                             | Porto                                                               |  |
| 21:00                | Yacine Brahimi 37' · André Pereira 43' | Report | André André 63' (pen.) · Tozé 76' · Davidson 86' | Estádio: Estádio do Dragão Público: 47 008 Árbitro: Fábio Veríssimo |  |

| 26 de Agosto de 2018 | Vitória de Setúbal | 1 – 2  | Nacional                                     | Setúbal                                                            |  |
| 16:00                | Eber Bessa 89'     | Report | Bryan Rochez 45+3' · João Camacho 85' (pen.) | Estádio: Estádio do Bonfim Público: 5 690 Árbitro: Cláudio Pereira |  |

| 26 de Agosto de 2018 | Feirense   | 1 – 1  | Boavista                    | Santa Maria da Feira                                                   |  |
| 16:00                | Edinho 61' | Report | Federico Falcone 45' (pen.) | Estádio: Estádio Marcolino de Castro Público: 3 711 Árbitro: Rui Costa |  |

| 26 de Agosto de 2018 | Tondela         | 1 – 1  | Rio Ave              | Tondela                                                           |  |
| 18:30                | Sergio Pena 58' | Report | Wenderson Galeon 17' | Estádio: Estádio João Cardoso Público: 2 045 Árbitro: Manuel Mota |  |

| 26 de Agosto de 2018 | Braga                                                    | 3 – 1  | Aves                | Braga                                                                        |  |
| 20:30                | Wilson Eduardo 59' · João Palhinha 64' · Dyego Sousa 78' | Report | Rodrigo Defendi 52' | Estádio: Estádio Municipal de Braga Público: 14 103 Árbitro: Manuel Oliveira |  |

| 27 de Agosto de 2018 | Moreirense         | 1 – 1  | Belenenses SAD | Moreira de Cónegos                                                                          |  |
| 20:15                | João Aurélio 90+4' | Report | Keita 76'      | Estádio: Estádio Comendador Joaquim de Almeida Freitas Público: 1 400 Árbitro: Rui Oliveira |  |

### 4.ª Jornada
| 31 de Agosto de 2018 | Chaves | 0 – 1  | Braga            | Chaves                                                                    |  |
| 19:00                |        | Report | Pablo Santos 43' | Estádio: Estádio Municipal de Chaves Público: 5 983 Árbitro: Luís Godinho |  |

| 31 de Agosto de 2018 | Vitória de Guimarães | 1 – 0  | Tondela | Guimarães                                                                  |  |
| 21:15                | Alhassan Wakaso 18'  | Report |         | Estádio: Estádio D. Afonso Henriques Público: 17 128 Árbitro: Nuno Almeida |  |

| 1 de Setembro de 2018 | Belenenses SAD | 0 – 0  | Vitória de Setúbal | Oeiras                                                                 |  |
| 16:30                 |                | Report |                    | Estádio: Estádio Nacional do Jamor Público: 1 449 Árbitro: Manuel Mota |  |

| 1 de Setembro de 2018    | Santa Clara                                                        | 4 – 2  | Boavista                             | Ponta Delgada                                                        |  |
| 19:00 (18:00 Hora Local) | Thiago Santana 19' · Fernando Andrade 50' · Osama Rashid 60' 90+8' | Report | Federico Falcone 45+2' · Talocha 65' | Estádio: Estádio de São Miguel Público: 4 448 Árbitro: António Nobre |  |

| 1 de Setembro de 2018 | Sporting          | 1 – 0  | Feirense | Lisboa                                                               |  |
| 21:00                 | Jovane Cabral 88' | Report |          | Estádio: Estádio José Alvalade Público: 38 688 Árbitro: Rui Oliveira |  |

| 2 de Setembro de 2018 | Rio Ave                              | 2 – 1  | Portimonense | Vila do Conde                                                        |  |
| 16:00                 | Gabrielzinho 48' · Gelson Dala 90+6' | Report | Dener 24'    | Estádio: Estádio dos Arcos Público: 2 539 Árbitro: Artur Soares Dias |  |

| 2 de Setembro de 2018 | Aves | 0 – 1  | Marítimo        | Vila das Aves                                                                       |  |
| 16:00                 |      | Report | Zainadine 45+1' | Estádio: Estádio do Clube Desportivo das Aves Público: 1 272 Árbitro: João Pinheiro |  |

| 2 de Setembro de 2018 | Nacional | 0 – 4  | Benfica                                                                              | Funchal                                                             |  |
| 18:30                 |          | Report | Haris Seferović 28' · Eduardo Salvio 45' · Alejandro Grimaldo 76' · Rafa Silva 90+3' | Estádio: Estádio da Madeira Público: 4 793 Árbitro: Fábio Veríssimo |  |

| 2 de Setembro de 2018 | Porto                                                            | 3 – 0  | Moreirense | Porto                                                               |  |
| 20:30                 | Héctor Herrera 15' · Vincent Aboubakar 28' · Moussa Marega 90+4' | Report |            | Estádio: Estádio do Dragão Público: 43 316 Árbitro: Hélder Malheiro |  |

### 5.ª Jornada
| 21 de Setembro de 2018 | Boavista     | 1 – 2  | Chaves                                            | Porto                                                           |  |
| 20:30                  | Rochinha 60' | Report | Marcão 36' (pen.) · Helton Leite 46' (Gol-contra) | Estádio: Estádio do Bessa Público: 4 765 Árbitro: João Pinheiro |  |

| 22 de Setembro de 2018   | Santa Clara               | 1 – 3  | Rio Ave                                                         | Ponta Delgada                                                      |  |
| 16:30 (15:30 Hora local) | Vinicius 78' (Gol-contra) | Report | Vinicius 70' · Wenderson Galeno 74' · João Schmidt 90+5' (pen.) | Estádio: Estádio de São Miguel Público: 3 199 Árbitro: João Capela |  |

| 22 de Setembro de 2018 | Marítimo | 0 – 0  | Belenenses SAD | Funchal                                                            |  |
| 19:00                  |          | Report |                | Estádio: Estádio dos Barreiros Público: 6 137 Árbitro: Hugo Miguel |  |

| 22 de Setembro de 2018 | Vitória de Setúbal | 0 – 2  | Porto                                       | Setúbal                                                             |  |
| 21:00                  |                    | Report | Vincent Aboubakar 17' · Sérgio Oliveira 78' | Estádio: Estádio do Bonfim Público: 10 628 Árbitro: Manuel Oliveira |  |

| 23 de Setembro de 2018 | Feirense | 0 – 0  | Nacional | Santa Maria da Feira                                                      |  |
| 16:00                  |          | Report |          | Estádio: Estádio Marcolino de Castro Público: 3 178 Árbitro: Nuno Almeida |  |

| 23 de Setembro de 2018 | Tondela                | 2 – 0  | Moreirense | Tondela                                                             |  |
| 16:00                  | António Xavier 38' 56' | Report |            | Estádio: Estádio João Cardoso Público: 1 710 Árbitro: Tiago Martins |  |

| 23 de Setembro de 2018 | Benfica                           | 2 – 0  | Aves | Lisboa                                                     |  |
| 18:30                  | João Félix 34' · Franco Cervi 62' | Report |      | Estádio: Estádio da Luz Público: 53 606 Árbitro: Rui Costa |  |

| 23 de Setembro de 2018 | Portimonense                         | 3 – 2  | Vitória de Guimarães                   | Portimão                                                                    |  |
| 20:30                  | Shoya Nakajima 5' 87' · Paulinho 69' | Report | Jadson 65' (Gol-contra) · Ola John 82' | Estádio: Estádio Municipal de Portimão Público: 3 129 Árbitro: Luís Godinho |  |

| 24 de Setembro de 2018 | Braga           | 1 – 0  | Sporting | Braga                                                                          |  |
| 20:15                  | Dyego Sousa 67' | Report |          | Estádio: Estádio Municipal de Braga Público: 21 038 Árbitro: Artur Soares Dias |  |

### 6.ª Jornada
| 27 de Setembro de 2018                        | Chaves              | 2 – 2  | Benfica           | Chaves                                                                   |  |
| *20:15 (Jogo começou às 21:15 devido à chuva) | Ghazaryan 75' 90+4' | Report | Rafa Silva 3' 84' | Estádio: Estádio Municipal de Chaves Público: 7 783 Árbitro: João Capela |  |

| 28 de Setembro de 2018 | Porto                | 1 – 0  | Tondela | Porto                                                            |  |
| 20:30                  | Francisco Soares 85' | Report |         | Estádio: Estádio do Dragão Público: 40 011 Árbitro: Luís Godinho |  |

| 29 de Setembro de 2018 | Moreirense | 1 – 0  | Feirense | Moreira de Cónegos                                                                               |  |
| 16:30                  | Nenê 74'   | Report |          | Estádio: Estádio Comendador Joaquim de Almeida Freitas Público: 1 551 Árbitro: Artur Soares Dias |  |

| 29 de Setembro de 2018 | Rio Ave          | 2 – 1  | Boavista         | Vila do Conde                                                  |  |
| 19:00                  | Vinicius 14' 40' | Report | Rafael Lopes 74' | Estádio: Estádio dos Arcos Público: 3 099 Árbitro: Hugo Miguel |  |

| 29 de Setembro de 2018 | Sporting                                       | 2 – 0  | Marítimo | Lisboa                                                               |  |
| 21:00                  | Bruno Fernandes 12' (pen.) · Fredy Montero 35' | Report |          | Estádio: Estádio José Alvalade Público: 35 238 Árbitro: Nuno Almeida |  |

| 30 de Setembro de 2018 | Nacional | 0 – 3  | Santa Clara                                               | Funchal                                                         |  |
| 16:00                  |          | Report | Fernando Andrade 4' · Osama Rashid 67' · Denis Pineda 76' | Estádio: Estádio da Madeira Público: 2 427 Árbitro: Manuel Mota |  |

| 30 de Setembro de 2018 | Vitória de Guimarães | 1 – 1  | Vitória de Setúbal | Guimarães                                                                   |  |
| 18:30                  | Yordan Osório 61'    | Report | Nuno Valente 90+1' | Estádio: Estádio D. Afonso Henriques Público: 17 920 Árbitro: António Nobre |  |

| 30 de Setembro de 2018 | Belenenses SAD | 0 – 3  | Braga                                             | Oeiras                                                                     |  |
| 20:30                  |                | Report | Wilson Eduardo 27' 68' (pen.) · Ricardo Horta 34' | Estádio: Estádio Nacional do Jamor Público: 2 237 Árbitro: Fábio Veríssimo |  |

| 1 de Outubro de 2018 | Aves                   | 3 – 0  | Portimonense | Vila das Aves                                                                             |  |
| 20:15                | Vítor Gomes 8' 51' 75' | Report |              | Estádio: Estádio do Clube Desportivo das Aves Público: 1 911 Árbitro: João Malheiro Pinto |  |

### 7.ª Jornada
| 5 de Outubro de 2018 | Tondela         | 1 – 1  | Nacional    | Tondela                                                             |  |
| 15:30                | David Bruno 62' | Report | Kalindi 65' | Estádio: Estádio João Cardoso Público: 1 549 Árbitro: André Narciso |  |

| 5 de Outubro de 2018     | Santa Clara          | 1 – 0  | Chaves | Ponta Delgada                                                          |  |
| 18:00 (17:00 Hora local) | Fernando Andrade 73' | Report |        | Estádio: Estádio de São Miguel Público: 3 431 Árbitro: Cláudio Pereira |  |

| 5 de Outubro de 2018 | Feirense | 0 – 0  | Belenenses SAD | Santa Maria da Feira                                                       |  |
| 20:30                |          | Report |                | Estádio: Estádio Marcolino de Castro Público: 3 469 Árbitro: João Pinheiro |  |

| 6 de Outubro de 2018 | Vitória de Setúbal                    | 3 – 0  | Moreirense | Setúbal                                                         |  |
| 15:30                | Hildeberto Pereira 35' 71' (pen.) 85' | Report |            | Estádio: Estádio do Bonfim Público: 2 914 Árbitro: Luís Godinho |  |

| 6 de Outubro de 2018 | Marítimo           | 1 – 3  | Vitória de Guimarães                              | Funchal                                                                |  |
| 18:00                | Jorge Correa 90+2' | Report | Alexandre Guedes 11' 68' · André André 81' (pen.) | Estádio: Estádio dos Barreiros Público: 5 674 Árbitro: Manuel Oliveira |  |

| 6 de Outubro de 2018 | Braga             | 1 – 1  | Rio Ave         | Braga                                                      |  |
| 20:30                | Ricardo Horta 28' | Report | Gelson Dala 34' | Estádio: Estádio Municipal de Braga Árbitro: Tiago Martins |  |

| 7 de Outubro de 2018 | Boavista                     | 1 – 0  | Aves | Porto                                                            |  |
| 15:00                | Bruno Gomes 71' (Gol-contra) | Report |      | Estádio: Estádio do Bessa Público: 4 331 Árbitro: Vítor Ferreira |  |

| 7 de Outubro de 2018 | Benfica             | 1 – 0  | Porto | Lisboa                                                           |  |
| 17:30                | Haris Seferović 62' | Report |       | Estádio: Estádio da Luz Público: 61 567 Árbitro: Fábio Veríssimo |  |

| 7 de Outubro de 2018 | Portimonense                                                   | 4 – 2  | Sporting                                 | Portimão                                                                   |  |
| 20:00                | Wilson Manafá 30' · Shoya Nakajima 44' 82' · João Carlos 90+3' | Report | Fredy Montero 63' · Sebastián Coates 88' | Estádio: Estádio Municipal de Portimão Público: 5 685 Árbitro: Hugo Miguel |  |

### 8.ª Jornada
| 26 de Outubro de 2018 | Nacional | 0 – 1  | Portimonense | Funchal                                                             |  |
| 19:00                 |          | Report | Ewerton 27'  | Estádio: Estádio da Madeira Público: 1 458 Árbitro: Manuel Oliveira |  |

| 26 de Outubro de 2018 | Vitória de Guimarães | 1 – 1  | Braga         | Guimarães                                                                 |  |
| 21:15                 | Alexandre Guedes 13' | Report | Claudemir 18' | Estádio: Estádio D. Afonso Henriques Público: 26 170 Árbitro: Hugo Miguel |  |

| 27 de Outubro de 2018 | Aves       | 1 – 2  | Santa Clara                         | Vila das Aves                                                                         |  |
| 15:30                 | Derley 79' | Report | Bruno Lamas 16' · César Martins 23' | Estádio: Estádio do Clube Desportivo das Aves Público: 1 806 Árbitro: Fábio Veríssimo |  |

| 27 de Outubro de 2018 | Rio Ave              | 1 – 0  | Chaves | Vila do Conde                                                      |  |
| 18:00                 | Wenderson Galeno 66' | Report |        | Estádio: Estádio dos Arcos Público: 2 894 Árbitro: Hélder Malheiro |  |

| 27 de Outubro de 2018 | Belenenses SAD                                    | 2 – 0  | Benfica | Oeiras                                                                        |  |
| 20:30                 | Eduardo Henrique 36' (pen.) · Alhassane Keita 42' | Report |         | Estádio: Estádio Nacional do Jamor Público: 10 635 Árbitro: Artur Soares Dias |  |

| 28 de Outubro de 2018 | Moreirense        | 1 – 0  | Marítimo | Moreira de Cónegos                                                                         |  |
| 15:00                 | Arsénio Nunes 74' | Report |          | Estádio: Estádio Comendador Joaquim de Almeida Freitas Público: 1 627 Árbitro: João Capela |  |

| 28 de Outubro de 2018 | Tondela    | 1 – 2  | Vitória de Setúbal                   | Tondela                                                                   |  |
| 15:00                 | Tomané 80' | Report | José Semedo 37' · Frederic Mendy 77' | Estádio: Estádio João Cardoso Público: 1 393 Árbitro: João Malheiro Pinto |  |

| 28 de Outubro de 2018 | Porto                          | 2 – 0  | Feirense | Porto                                                            |  |
| 17:30                 | Felipe 23' · Moussa Marega 78' | Report |          | Estádio: Estádio do Dragão Público: 46 028 Árbitro: Rui Oliveira |  |

| 28 de Outubro de 2018 | Sporting                           | 3 – 0  | Boavista | Lisboa                                                                |  |
| 20:00                 | Nani 31' 66' · Bruno Fernandes 64' | Report |          | Estádio: Estádio José Alvalade Público: 27 784 Árbitro: Carlos Xistra |  |

### 9.ª Jornada
| 2 de Novembro de 2018 | Benfica  | 1 – 3  | Moreirense                               | Lisboa                                                        |  |
| 20:30                 | Jonas 2' | Report | Chiquinho 4' · Pedro Nuno 16' · Loum 36' | Estádio: Estádio da Luz Público: 47 216 Árbitro: Nuno Almeida |  |

| 3 de Novembro de 2018 | Portimonense                | 1 – 1  | Belenenses SAD             | Portimão                                                                   |  |
| 15:30                 | Jackson Martínez 66' (pen.) | Report | Jonatan Lucca 90+4' (pen.) | Estádio: Estádio Municipal de Portimão Público: 2 921 Árbitro: João Capela |  |

| 4 de Novembro de 2018 | Marítimo | 0 – 2  | Porto                          | Funchal                                                              |  |
| 18:00                 |          | Report | Otávio 70' · Moussa Marega 73' | Estádio: Estádio dos Barreiros Público: 9 620 Árbitro: Carlos Xistra |  |

| 3 de Novembro de 2018 | Boavista | 0 – 0  | Vitória de Guimarães | Porto                                                           |  |
| 20:30                 |          | Report |                      | Estádio: Estádio do Bessa Público: 5 739 Árbitro: Tiago Martins |  |

| 4 de Novembro de 2018 | Feirense                           | 2 – 4  | Tondela                                                                     | Santa Maria da Feira                                                     |  |
| 15:00                 | Edinho 38' (pen.) · João Silva 66' | Report | Bruno Monteiro 7' · Tomané 54' (pen.) · Jhon Murillo 71' · Juan Delgado 84' | Estádio: Estádio Marcolino de Castro Público: 2 136 Árbitro: Hugo Miguel |  |

| 4 de Novembro de 2018    | Santa Clara   | 1 – 2  | Sporting                               | Ponta Delgada                                                      |  |
| 17:30 (16:30 Hora local) | Zé Manuel 32' | Report | Bas Dost 62' (pen.) · Marcos Acuña 75' | Estádio: Estádio de São Miguel Público: 9 968 Árbitro: Manuel Mota |  |

| 4 de Novembro de 2018 | Braga               | 2 – 1  | Vitória de Setúbal | Braga                                                                       |  |
| 20:00                 | Dyego Sousa 16' 40' | Report | Éber Bessa 18'     | Estádio: Estádio Municipal de Braga Público: 7 254 Árbitro: Hélder Malheiro |  |

| 5 de Novembro de 2018 | Rio Ave                                    | 3 – 3  | Nacional                                             | Vila do Conde                                                          |  |
| 19:00                 | Diego Lopes 7' · Vinicius 45+3' (pen.) 68' | Report | Kenji Gorre 24' · Bryan Rochez 79' (pen.) · Witi 89' | Estádio: Estádio dos Arcos Público: 2 232 Árbitro: João Malheiro Pinto |  |

| 5 de Novembro de 2018 | Chaves         | 1 – 2  | Aves                         | Chaves                                                                 |  |
| 21:15                 | André Luis 48' | Report | Mama Baldé 19' · Amilton 56' | Estádio: Estádio Municipal de Chaves Público: 2 720 Árbitro: Rui Costa |  |

### 10.ª Jornada
| 9 de Novembro de 2018 | Moreirense                | 2 – 0  | Portimonense | Moreira de Cónegos                                                                         |  |
| 19:00                 | Nenê 34' · Pedro Nuno 56' | Report |              | Estádio: Estádio Comendador Joaquim de Almeida Freitas Público: 1 234 Árbitro: Hugo Miguel |  |

| 9 de Novembro de 2018 | Vitória de Setúbal                     | 2 – 1  | Feirense | Setúbal                                                            |  |
| 21:15                 | Frederic Mendy 19' · Jhonder Cadiz 71' | Report | Cris 32' | Estádio: Estádio do Bonfim Público: 2 196 Árbitro: Fábio Veríssimo |  |

| 10 de Novembro de 2018 | Belenenses | 0 – 0  | Boavista | Oeiras                                                                   |  |
| 15:30                  |            | Report |          | Estádio: Estádio Nacional do Jamor Público: 1 622 Árbitro: André Narciso |  |

| 10 de Novembro de 2018 | Aves                                  | 2 – 1  | Rio Ave             | Vila das Aves                                                                      |  |
| 15:30                  | Rodrigo 16' (pen.) · Diego Galo 45+2' | Report | Bruno Moreira 90+1' | Estádio: Estádio do Clube Desportivo das Aves Público: 1 419 Árbitro: Luís Godinho |  |

| 10 de Novembro de 2018 | Nacional         | 1 – 0  | Marítimo | Funchal                                                       |  |
| 18:00                  | João Camacho 65' | Report |          | Estádio: Estádio da Madeira Público: 2 981 Árbitro: Rui Costa |  |

| 10 de Novembro de 2018 | Porto                | 1 – 0  | Braga | Porto                                                                 |  |
| 20:30                  | Francisco Soares 88' | Report |       | Estádio: Estádio do Dragão Público: 47 929 Árbitro: Artur Soares Dias |  |

| 11 de Novembro de 2018 | Vitória de Guimarães                  | 2 – 0  | Santa Clara | Guimarães                                                                   |  |
| 15:00                  | Davidson 27' · André André 81' (pen.) | Report |             | Estádio: Estádio D. Afonso Henriques Público: 12 484 Árbitro: Carlos Xistra |  |

| 11 de Novembro de 2018 | Tondela                      | 1 – 3  | Benfica                                         | Tondela                                                             |  |
| 17:30                  | Germán Conti 1' (Gol-contra) | Report | Jonas 9' · Haris Seferović 64' · Rafa Silva 75' | Estádio: Estádio João Cardoso Público: 4 755 Árbitro: João Pinheiro |  |

| 11 de Novembro de 2018 | Sporting                | 2 – 1  | Chaves       | Lisboa                                                                |  |
| 20:00                  | Bas Dost 23' 86' (pen.) | Report | Niltinho 81' | Estádio: Estádio José Alvalade Público: 20 359 Árbitro: Tiago Martins |  |

### 11.ª Jornada
| 30 de Novembro de 2018   | Santa Clara                                            | 2 – 3  | Belenenses SAD                           | Ponta Delgada                                                        |  |
| 20:30 (19:30 Hora local) | Osama Rashid 6' (pen.) · André Santos 80' (Gol-contra) | Report | Vincent Sasso 12' · Fredy 57' (pen.) 77' | Estádio: Estádio de São Miguel Público: 2 369 Árbitro: António Nobre |  |

| 1 de Dezembro de 2018 | Marítimo | 0 – 1  | Vitória de Setúbal | Funchal                                                                  |  |
| 15:30                 |          | Report | Frédéric Mendy 85' | Estádio: Estádio dos Barreiros Público: 4 256 Árbitro: Artur Soares Dias |  |

| 1 de Dezembro de 2018 | Benfica                                                                              | 4 – 0  | Feirense | Lisboa                                                     |  |
| 18:00                 | Jonas 49' · Bruno Nascimento 57' (Gol-contra) · Rafa Silva 68' · Haris Seferović 89' | Report |          | Estádio: Estádio da Luz Público: 44 547 Árbitro: Rui Costa |  |

| 1 de Dezembro de 2018 | Braga                                    | 2 – 0  | Moreirense | Braga                                                                       |  |
| 20:30                 | Wilson Eduardo 12' (pen.) · Paulinho 25' | Report |            | Estádio: Estádio Municipal de Braga Público: 9 807 Árbitro: Manuel Oliveira |  |

| 2 de Dezembro de 2018 | Portimonense                                                      | 3 – 2  | Tondela                        | Portimão                                                                      |  |
| 15:00                 | Paulinho 13' (pen.) · Jackson Martínez 29' · Shoya Nakajima 45+1' | Report | António Xavier 1' · Tomané 62' | Estádio: Estádio Municipal de Portimão Público: 2 383 Árbitro: Vítor Ferreira |  |

| 2 de Dezembro de 2018 | Aves                              | 2 – 3  | Nacional                                                         | Vila das Aves                                                                       |  |
| 15:00                 | Carlos Ponck 32' · Mama Baldé 88' | Report | Vítor Gonçalves 21' · João Camacho 65' (pen.) · Bryan Rochez 85' | Estádio: Estádio do Clube Desportivo das Aves Público: 1 596 Árbitro: João Pinheiro |  |

| 2 de Dezembro de 2018 | Chaves | 0 – 1  | Vitória de Guimarães | Chaves                                                                   |  |
| 17:30                 |        | Report | Davidson 35'         | Estádio: Estádio Municipal de Chaves Público: 5 980 Árbitro: João Capela |  |

| 2 de Dezembro de 2018 | Boavista | 0 – 1  | Porto         | Porto                                                          |  |
| 20:00                 |          | Report | Hernâni 90+5' | Estádio: Estádio do Bessa Público: 13 556 Árbitro: Hugo Miguel |  |

| 3 de Dezembro de 2018 | Rio Ave          | 1 – 3  | Sporting                                              | Vila do Conde                                                    |  |
| 20:15                 | João Schmidt 12' | Report | Bruno Fernandes 8' · Bas Dost 23' · Jovane Cabral 72' | Estádio: Estádio dos Arcos Público: 5 957 Árbitro: Carlos Xistra |  |

### 12.ª Jornada
| 7 de Dezembro de 2018 | Porto                                                             | 4 – 1  | Portimonense     | Porto                                                           |  |
| 20:30                 | Moussa Marega 23' 65' · Francisco Soares 57' · Yacine Brahimi 59' | Report | Vitor Tormena 9' | Estádio: Estádio do Dragão Público: 33 511 Árbitro: Manuel Mota |  |

| 8 de Dezembro de 2018 | Belenenses SAD | 1 – 0  | Chaves | Oeiras                                                                  |  |
| 15:30                 | Licá 40'       | Report |        | Estádio: Estádio Nacional do Jamor Público: 1 537 Árbitro: Luís Godinho |  |

| 8 de Dezembro de 2018 | Tondela | 0 – 1  | Braga              | Tondela                                                         |  |
| 18:00                 |         | Report | Wilson Eduardo 31' | Estádio: Estádio João Cardoso Público: 2 265 Árbitro: Rui Costa |  |

| 8 de Dezembro de 2018 | Vitória de Setúbal | 0 – 1  | Benfica   | Setúbal                                                          |  |
| 20:30                 |                    | Report | Jonas 17' | Estádio: Estádio do Bonfim Público: 9 300 Árbitro: Carlos Xistra |  |

| 9 de Dezembro de 2018 | Moreirense | 0 – 1  | Santa Clara   | Moreira de Cónegos                                                                           |  |
| 15:00                 |            | Report | Zé Manuel 52' | Estádio: Estádio Comendador Joaquim de Almeida Freitas Público: 1 384 Árbitro: André Narciso |  |

| 9 de Dezembro de 2018 | Nacional | 0 – 0  | Boavista | Funchal                                                             |  |
| 15:00                 |          | Report |          | Estádio: Estádio da Madeira Público: 1 758 Árbitro: Cláudio Pereira |  |

| 9 de Dezembro de 2018 | Vitória de Guimarães                           | 3 – 2  | Rio Ave                                | Guimarães                                                                  |  |
| 17:30                 | André André 17' (pen.) 43' (pen.) · Pedrão 87' | Report | Vinícius 22' (pen.) · Gabrielzinho 53' | Estádio: Estádio D. Afonso Henriques Público: 22 299 Árbitro: Nuno Almeida |  |

| 9 de Dezembro de 2018 | Sporting                                                  | 4 – 1  | Aves                | Lisboa                                                                 |  |
| 20:00                 | Bas Dost 40' (pen.) 48' · Nani 45+2' · Abdoulay Diaby 59' | Report | Rodrigo Defendi 17' | Estádio: Estádio José Alvalade Público: 35 124 Árbitro: Vítor Ferreira |  |

| 10 de Dezembro de 2018 | Feirense               | 1 – 1  | Marítimo              | Santa Maria da Feira                                                         |  |
| 20:15                  | Tiago Silva 70' (pen.) | Report | Ricardo Valente 90+5' | Estádio: Estádio Marcolino de Castro Público: 2 110 Árbitro: Hélder Malheiro |  |

### 13.ª Jornada
| 14 de Dezembro de 2018 | Portimonense                         | 3 – 1  | Vitória de Setúbal | Portimão                                                                       |  |
| 19:00                  | Jadson 9' · Jackson Martínez 42' 57' | Report | Mikel Agu 60'      | Estádio: Estádio Municipal de Portimão Público: 2 294 Árbitro: Hélder Malheiro |  |

| 14 de Dezembro de 2018 | Braga                                                      | 4 – 0  | Feirense | Braga                                                                    |  |
| 21:15                  | Dyego Sousa 27' 44' 68' (pen.) · Wilson Eduardo 83' (pen.) | Report |          | Estádio: Estádio Municipal de Braga Público: 7 061 Árbitro: Nuno Almeida |  |

| 15 de Dezembro de 2018 | Boavista                             | 2 – 0  | Tondela | Porto                                                               |  |
| 15:30                  | Matheus Indio 16' · Rafael Lopes 34' | Report |         | Estádio: Estádio do Bessa Público: 3 834 Árbitro: Artur Soares Dias |  |

| 15 de Dezembro de 2018 | Chaves       | 1 – 2  | Moreirense                  | Chaves                                                                 |  |
| 15:30                  | Niltinho 77' | Report | Loum 60' · João Aurélio 75' | Estádio: Estádio Municipal de Chaves Público: 2 780 Árbitro: Rui Costa |  |

| 15 de Dezembro de 2018 | Aves           | 1 – 1  | Vitória de Guimarães | Vila das Aves                                                                       |  |
| 18:00                  | Mama Baldé 34' | Report | Alexandre Guedes 15' | Estádio: Estádio do Clube Desportivo das Aves Público: 3 100 Árbitro: Carlos Xistra |  |

| 15 de Dezembro de 2018   | Santa Clara   | 1 – 2  | Porto                                      | Ponta Delgada                                                       |  |
| 20:30 (19:30 Hora Local) | Zé Manuel 38' | Report | Francisco Soares 45+1' · Moussa Marega 56' | Estádio: Estádio de São Miguel Público: 8 315 Árbitro: Luís Godinho |  |

| 16 de Dezembro de 2018 | Rio Ave                                          | 2 – 2  | Belenenses SAD              | Vila do Conde                                                  |  |
| 15:00                  | Gonçalo Silva 28' (Gol-contra) · Gelson Dala 64' | Report | Licá 59' · Fredy 68' (pen.) | Estádio: Estádio dos Arcos Público: 2 288 Árbitro: Manuel Mota |  |

| 16 de Dezembro de 2018 | Marítimo | 0 – 1  | Benfica            | Funchal                                                              |  |
| 17:30                  |          | Report | Jonas 45+2' (pen.) | Estádio: Estádio dos Barreiros Público: 9 830 Árbitro: João Pinheiro |  |

| 16 de Dezembro de 2018 | Sporting                                                                      | 5 – 2  | Nacional                        | Lisboa                                                                  |  |
| 20:00                  | Bas Dost 35' (pen.) 86' (pen.) · Bruno Fernandes 70' 90' · Jérémy Mathieu 73' | Report | João Camacho 5' · Palocevic 25' | Estádio: Estádio José Alvalade Público: 31 408 Árbitro: Fábio Veríssimo |  |

### 14.ª Jornada
| 22 de Dezembro de 2018 | Vitória de Setúbal | 0 – 2  | Santa Clara                                 | Setúbal                                                          |  |
| 15:30                  |                    | Report | Osama Rashid 16' (pen.) · Fábio Cardoso 49' | Estádio: Estádio do Bonfim Público: 3 079 Árbitro: João Pinheiro |  |

| 22 de Dezembro de 2018 | Feirense | 0 – 1  | Portimonense | Santa Maria da Feira                                                             |  |
| 15:30                  |          | Report | Dener 68'    | Estádio: Estádio Marcolino de Castro Público: 2 510 Árbitro: João Malheiro Pinto |  |

| 22 de Dezembro de 2018 | Tondela                           | 2 – 1  | Marítimo          | Tondela                                                             |  |
| 15:30                  | Tomané 30' · Christian Arango 88' | Report | Rodrigo Pinho 27' | Estádio: Estádio João Cardoso Público: 1 344 Árbitro: Carlos Xistra |  |

| 22 de Dezembro de 2018 | Belenenses SAD                                                | 5 – 2  | Aves                             | Oeiras                                                                  |  |
| 18:00                  | Licá 4' 68' · Henrique 35' 71' · Vítor Gomes 55' (Gol-contra) | Report | Nildo Petrolina 1' · Amilton 26' | Estádio: Estádio Nacional do Jamor Público: 1 241 Árbitro: Nuno Almeida |  |

| 22 de Dezembro de 2018 | Moreirense                            | 2 – 1  | Boavista   | Moreira de Cónegos                                                                             |  |
| 20:30                  | Nenê 28' (pen.) · Arsénio Nunes 45+3' | Report | Mateus 17' | Estádio: Estádio Comendador Joaquim de Almeida Freitas Público: 1 634 Árbitro: Manuel Oliveira |  |

| 23 de Dezembro de 2018 | Nacional                    | 2 – 0  | Chaves | Funchal                                                            |  |
| 15:00                  | Bryan Rochez 35' 75' (pen.) | Report |        | Estádio: Estádio da Madeira Público: 2 127 Árbitro: Vítor Ferreira |  |

| 23 de Dezembro de 2018 | Porto                                  | 2 – 1  | Rio Ave      | Porto                                                             |  |
| 15:00                  | Yacine Brahimi 16' · Moussa Marega 26' | Report | Vinícius 12' | Estádio: Estádio do Dragão Público: 48 208 Árbitro: Tiago Martins |  |

| 23 de Dezembro de 2018 | Benfica                                                                                            | 6 – 2  | Braga                             | Lisboa                                                             |  |
| 17:30                  | Pizzi 19' · Jardel 40' · Alejandro Grimaldo 48' · Jonas 54' · Franco Cervi 63' · André Almeida 67' | Report | Dyego Sousa 51' · João Novais 74' | Estádio: Estádio da Luz Público: 57 842 Árbitro: Artur Soares Dias |  |

| 23 de Dezembro de 2018 | Vitória de Guimarães | 1 – 0  | Sporting | Guimarães                                                                  |  |
| 20:00                  | Tozé 26'             | Report |          | Estádio: Estádio D. Afonso Henriques Público: 27 435 Árbitro: Luís Godinho |  |

### 15.ª Jornada
| 2 de Janeiro de 2019     | Santa Clara                 | 1 – 2  | Tondela      | Ponta Delgada                                                          |  |
| 16:00 (15:00 Hora Local) | Fernando Andrade 81' (pen.) | Report | Pité 77' 82' | Estádio: Estádio de São Miguel Público: 2 105 Árbitro: Cláudio Pereira |  |

| 2 de Janeiro de 2019 | Boavista   | 1 – 0  | Vitória de Setúbal | Porto                                                           |  |
| 18:00                | Mateus 58' | Report |                    | Estádio: Estádio do Bessa Público: 3 688 Árbitro: Tiago Martins |  |

| 2 de Janeiro de 2019 | Nacional        | 1 – 0  | Vitória de Guimarães | Funchal                                                             |  |
| 18:00                | João Camacho 9' | Report |                      | Estádio: Estádio da Madeira Público: 2 229 Árbitro: Hélder Malheiro |  |

| 2 de Janeiro de 2019 | Braga                                    | 2 – 0  | Marítimo | Braga                                                                       |  |
| 18:00                | Raul Silva 8' · Aloísio 13' (Gol-contra) | Report |          | Estádio: Estádio Municipal de Braga Público: 8 714 Árbitro: Manuel Oliveira |  |

| 2 de Janeiro de 2019 | Portimonense                                          | 2 – 0  | Benfica | Portimão                                                                   |  |
| 20:15                | Rúben Dias 12' (Gol-contra) · Jardel 38' (Gol-contra) | Report |         | Estádio: Estádio Municipal de Portimão Público: 5 884 Árbitro: Manuel Mota |  |

| 2 de Janeiro de 2019 | Rio Ave      | 1 – 2  | Moreirense                | Vila do Conde                                                      |  |
| 20:15                | Vinícius 33' | Report | Heriberto Tavares 66' 69' | Estádio: Estádio dos Arcos Público: 2 089 Árbitro: Fábio Veríssimo |  |

| 3 de Janeiro de 2019 | Chaves | 0 – 0  | Feirense | Chaves                                                                         |  |
| 16:00                |        | Report |          | Estádio: Estádio Municipal de Chaves Público: 2 170 Árbitro: Artur Soares Dias |  |

| 3 de Janeiro de 2019 | Sporting                           | 2 – 1  | Belenenses SAD | Lisboa                                                              |  |
| 18:00                | Bruno Gaspar 57' · Miguel Luís 80' | Report | Fredy 90'      | Estádio: Estádio José Alvalade Público: 30 054 Árbitro: João Capela |  |

| 3 de Janeiro de 2019 | Aves | 0 – 1  | Porto            | Vila das Aves                                                                       |  |
| 20:15                |      | Report | Éder Militão 25' | Estádio: Estádio do Clube Desportivo das Aves Público: 5 338 Árbitro: João Pinheiro |  |

### 16.ª Jornada
| 5 de Janeiro de 2019 | Marítimo                           | 2 – 1  | Portimonense          | Funchal                                                              |  |
| 20:30                | Edgar Costa 43' · Jorge Correa 84' | Report | Paulinho 90+2' (pen.) | Estádio: Estádio dos Barreiros Público: 6 443 Árbitro: Tiago Martins |  |

| 6 de Janeiro de 2019 | Belenenses SAD | 1 – 0  | Vitória de Guimarães | Oeiras                                                                       |  |
| 15:00                | Henrique 31'   | Report |                      | Estádio: Estádio Nacional do Jamor Público: 3 382 Árbitro: Artur Soares Dias |  |

| 6 de Janeiro de 2019 | Feirense                        | 2 – 2  | Santa Clara                           | Santa Maria da Feira                                                       |  |
| 15:00                | Zé Manuel 43' · Bruno Lamas 48' | Report | Edinho 59' (pen.) · José Valência 65' | Estádio: Estádio Marcolino de Castro Público: 2 098 Árbitro: Carlos Xistra |  |

| 6 de Janeiro de 2019 | Vitória de Setúbal | 0 – 0  | Chaves | Setúbal                                                        |  |
| 15:00                |                    | Report |        | Estádio: Estádio do Bonfim Público: 3 205 Árbitro: Hugo Miguel |  |

| 6 de Janeiro de 2019 | Benfica                                      | 4 – 2  | Rio Ave                              | Lisboa                                                        |  |
| 17:30                | Haris Seferović 26' 70' · João Félix 31' 63' | Report | Gabrielzinho 16' · Bruno Moreira 19' | Estádio: Estádio da Luz Público: 49 281 Árbitro: Luís Godinho |  |

| 6 de Janeiro de 2019 | Braga             | 1 – 0  | Boavista | Braga                                                                   |  |
| 20:00                | Ricardo Horta 25' | Report |          | Estádio: Estádio Municipal de Braga Público: 9 133 Árbitro: João Capela |  |

| 7 de Janeiro de 2019 | Moreirense | 1 – 0  | Aves | Moreira de Cónegos                                                                         |  |
| 17:00                | Loum 76'   | Report |      | Estádio: Estádio Comendador Joaquim de Almeida Freitas Público: 1 682 Árbitro: Manuel Mota |  |

| 7 de Janeiro de 2019 | Tondela                      | 2 – 1  | Sporting           | Tondela                                                            |  |
| 19:00                | Juan Delgado 5' · Tomané 74' | Report | Jérémy Mathieu 76' | Estádio: Estádio João Cardoso Público: 4 772 Árbitro: Nuno Almeida |  |

| 7 de Janeiro de 2019 | Porto                                         | 3 – 1  | Nacional         | Porto                                                         |  |
| 21:15                | Yacine Brahimi 32' 57' · Francisco Soares 38' | Report | Bryan Rochez 40' | Estádio: Estádio do Dragão Público: 33 708 Árbitro: Rui Costa |  |

### 17.ª Jornada
| 10 de Janeiro de 2019 | Portimonense           | 1 – 1  | Braga           | Portimão                                                                       |  |
| 20:15                 | Wellington Carvalho 3' | Report | Dyego Sousa 48' | Estádio: Estádio Municipal de Portimão Público: 3 363 Árbitro: Fábio Veríssimo |  |

| 11 de Janeiro de 2019    | Santa Clara | 0 – 2  | Benfica                          | Ponta Delgada                                                       |  |
| 19:00 (18:00 Hora Local) |             | Report | Haris Seferović 22' · Jardel 48' | Estádio: Estádio de São Miguel Público: 10 000 Árbitro: João Capela |  |

| 11 de Janeiro de 2019 | Aves            | 1 – 1  | Feirense          | Vila das Aves                                                                       |  |
| 19:00                 | Luís Farina 43' | Report | José Valência 64' | Estádio: Estádio do Clube Desportivo das Aves Público: 870 Árbitro: Manuel Oliveira |  |

| 11 de Janeiro de 2019 | Vitória de Guimarães | 1 – 0  | Moreirense | Guimarães                                                                   |  |
| 21:15                 | Tozé 47' (pen.)      | Report |            | Estádio: Estádio D. Afonso Henriques Público: 15 318 Árbitro: Carlos Xistra |  |

| 12 de Janeiro de 2019 | Sporting | 0 – 0  | Porto | Lisboa                                                              |  |
| 15:30                 |          | Report |       | Estádio: Estádio José Alvalade Público: 45 174 Árbitro: Hugo Miguel |  |

| 12 de Janeiro de 2019 | Boavista | 0 – 1  | Marítimo          | Porto                                                          |  |
| 20:30                 |          | Report | Rodrigo Pinho 53' | Estádio: Estádio do Bessa Público: 3 907 Árbitro: Luís Godinho |  |

| 13 de Janeiro de 2019 | Nacional | 0 – 1  | Belenenses SAD | Funchal                                                           |  |
| 15:00                 |          | Report | Licá 79'       | Estádio: Estádio da Madeira Público: 2 235 Árbitro: André Narciso |  |

| 13 de Janeiro de 2019 | Chaves                            | 2 – 1  | Tondela             | Chaves                                                                     |  |
| 17:30                 | André Luís 20' · Luther Singh 57' | Report | Tomané 90+8' (pen.) | Estádio: Estádio Municipal de Chaves Público: 2 666 Árbitro: António Nobre |  |

| 13 de Janeiro de 2019 | Rio Ave              | 1 – 1  | Vitória de Setúbal     | Vila do Conde                                                  |  |
| 20:00                 | Wenderson Galeno 26' | Report | Hildeberto Pereira 84' | Estádio: Estádio dos Arcos Público: 2 163 Árbitro: Manuel Mota |  |

### 18.ª Jornada
| 18 de Janeiro de 2019 | Nacional | 0 – 3  | Braga                                         | Funchal                                                         |  |
| 18:45                 |          | Report | Ricardo Horta 61' · Murilo 73' · Paulinho 86' | Estádio: Estádio da Madeira Público: 2 313 Árbitro: Hugo Miguel |  |

| 18 de Janeiro de 2019 | Chaves                 | 1 – 4  | Porto                                                             | Chaves                                                                    |  |
| 19:00                 | Bruno Gallo 76' (pen.) | Report | Francisco Soares 24' 42' 68' · Nuno André Coelho 87' (Gol-contra) | Estádio: Estádio Municipal de Chaves Público: 5 950 Árbitro: Nuno Almeida |  |

| 18 de Janeiro de 2019 | Vitória de Guimarães | 0 – 1  | Benfica             | Guimarães                                                                   |  |
| 21:15                 |                      | Report | Haris Seferović 81' | Estádio: Estádio D. Afonso Henriques Público: 22 841 Árbitro: Tiago Martins |  |

| 19 de Janeiro de 2019 | Belenenses SAD  | 2 – 2  | Tondela                           | Oeiras                                                                   |  |
| 15:30                 | Henrique 2' 48' | Report | Bruno Monteiro 33' · Tomané 45+1' | Estádio: Estádio Nacional do Jamor Público: 1 521 Árbitro: Carlos Xistra |  |

| 19 de Janeiro de 2019 | Sporting                      | 2 – 1  | Moreirense            | Lisboa                                                            |  |
| 18:00                 | Nani 3' · Bruno Fernandes 26' | Report | Heriberto Tavares 34' | Estádio: Estádio José Alvalade Público: 30 121 Árbitro: Rui Costa |  |

| 19 de Janeiro de 2019    | Santa Clara | 0 – 1  | Marítimo        | Ponta Delgada                                                          |  |
| 20:30 (19:30 Hora Local) |             | Report | Joel Tagueu 23' | Estádio: Estádio de São Miguel Público: 3 139 Árbitro: Hélder Malheiro |  |

| 20 de Janeiro de 2019 | Aves                        | 2 – 1  | Vitória de Setúbal | Vila das Aves                                                                           |  |
| 15:00                 | Derley 16' · Mama Baldé 72' | Report | Jhonder Cadiz 55'  | Estádio: Estádio do Clube Desportivo das Aves Público: 1 617 Árbitro: Artur Soares Dias |  |

| 20 de Janeiro de 2019 | Boavista | 0 – 2  | Portimonense                | Portimão                                                                   |  |
| 17:30                 |          | Report | Wellington Carvalho 20' 78' | Estádio: Estádio Municipal de Portimão Público: 4 145 Árbitro: Manuel Mota |  |

| 20 de Janeiro de 2019 | Rio Ave | 0 – 0  | Feirense | Vila do Conde                                                    |  |
| 20:00                 |         | Report |          | Estádio: Estádio dos Arcos Público: 2 052 Árbitro: João Pinheiro |  |

### 19.ª Jornada
| 28 de Janeiro de 2019 | Marítimo | 0 – 2  | Rio Ave                                     | Funchal                                                            |  |
| 17:00                 |          | Report | Diego Lopes 52' · João Schmidt 90+1' (pen.) | Estádio: Estádio dos Barreiros Público: 5 420 Árbitro: Hugo Miguel |  |

| 28 de Janeiro de 2019 | Tondela | 0 – 2  | Aves                              | Tondela                                                              |  |
| 19:00                 |         | Report | Carlos Ponck 58' · Mama Baldé 72' | Estádio: Estádio João Cardoso Público: 1 478 Árbitro: Vítor Ferreira |  |

| 28 de Janeiro de 2019 | Moreirense        | 2 – 1  | Nacional            | Moreira de Cónegos                                                                         |  |
| 19:00                 | Chiquinho 15' 56' | Report | Okacha Hamzaoui 87' | Estádio: Estádio Comendador Joaquim de Almeida Freitas Público: 1 329 Árbitro: Manuel Mota |  |

| 28 de Janeiro de 2019 | Feirense            | 1 – 2  | Vitória de Guimarães | Santa Maria da Feira                                                      |  |
| 21:15                 | Philipe Sampaio 45' | Report | Tozé 5' 45+1'        | Estádio: Estádio Marcolino de Castro Público: 3 014 Árbitro: Nuno Almeida |  |

| 29 de Janeiro de 2019 | Benfica                                                                      | 5 – 1  | Boavista    | Lisboa                                                     |  |
| 19:00                 | João Felix 9' · Pizzi 28' · Haris Seferović 54' 72' · Alejandro Grimaldo 86' | Report | Talocha 42' | Estádio: Estádio da Luz Público: 41 352 Árbitro: Rui Costa |  |

| 29 de Janeiro de 2019 | Portimonense | 0 – 1  | Chaves       | Portimão                                                                     |  |
| 19:00                 |              | Report | Costinha 38' | Estádio: Estádio Municipal de Portimão Público: 2 163 Árbitro: André Narciso |  |

| 29 de Janeiro de 2019 | Braga           | 1 – 0  | Santa Clara | Braga                                                                   |  |
| 21:15                 | Dyego Sousa 56' | Report |             | Estádio: Estádio Municipal de Braga Público: 6 933 Árbitro: João Capela |  |

| 30 de Janeiro de 2019 | Vitória de Setúbal | 1 – 1  | Sporting     | Setúbal                                                            |  |
| 19:00                 | Jhonder Cádiz 23'  | Report | Bas Dost 80' | Estádio: Estádio do Bonfim Público: 5 098 Árbitro: Hélder Malheiro |  |

| 30 de Janeiro de 2019 | Porto                                                       | 3 – 0  | Belenenses SAD | Porto                                                            |  |
| 21:15                 | Yacine Brahimi 5' · Éder Militão 29' · Francisco Soares 71' | Report |                | Estádio: Estádio do Dragão Público: 21 808 Árbitro: Luís Godinho |  |

### 20.ª Jornada
| 1 de Fevereiro de 2019 | Rio Ave                                 | 2 – 2  | Tondela                       | Vila do Conde                                                  |  |
| 20:30                  | Wenderson Galeno 9' · Bruno Moreira 74' | Report | Juan Delgado 24' · Tomané 52' | Estádio: Estádio dos Arcos Público: 1 159 Árbitro: João Capela |  |

| 2 de Fevereiro de 2019 | Chaves            | 1 – 0  | Marítimo | Chaves                                                                    |  |
| 15:30                  | Renan Bressan 69' | Report |          | Estádio: Estádio Municipal de Chaves Público: 2 477 Árbitro: Luís Godinho |  |

| 2 de Fevereiro de 2019 | Boavista                       | 2 – 0  | Feirense | Porto                                                         |  |
| 18:00                  | Mateus 56' · Alberto Bueno 81' | Report |          | Estádio: Estádio do Bessa Público: 4 056 Árbitro: Hugo Miguel |  |

| 2 de Fevereiro de 2019 | Aves | 0 – 2  | Braga                             | Vila das Aves                                                                         |  |
| 20:30                  |      | Report | Marcelo Goiano 60' · Paulinho 66' | Estádio: Estádio do Clube Desportivo das Aves Público: 2 175 Árbitro: Hélder Malheiro |  |

| 3 de Fevereiro de 2019 | Nacional | 0 – 0  | Vitória de Setúbal | Funchal                                                                 |  |
| 15:00                  |          | Report |                    | Estádio: Estádio da Madeira Público: 1 675 Árbitro: João Malheiro Pinto |  |

| 3 de Fevereiro de 2019   | Santa Clara                       | 2 – 1  | Portimonense         | Ponta Delgada                                                         |  |
| 15:00 (14:00 Hora Local) | Zé Manuel 45' · Fábio Cardoso 74' | Report | Jackson Martínez 33' | Estádio: Estádio de São Miguel Público: 2 321 Árbitro: Vítor Ferreira |  |

| 3 de Fevereiro de 2019 | Sporting                                  | 2 – 4  | Benfica                                                                  | Lisboa                                                                    |  |
| 17:30                  | Bruno Fernandes 43' · Bas Dost 89' (pen.) | Report | Haris Seferović 11' · João Félix 36' · Rúben Dias 46' · Pizzi 73' (pen.) | Estádio: Estádio José Alvalade Público: 45 503 Árbitro: Artur Soares Dias |  |

| 3 de Fevereiro de 2019 | Vitória de Guimarães | 0 – 0  | Porto | Guimarães                                                               |  |
| 20:00                  |                      | Report |       | Estádio: Estádio D. Afonso Henriques Público: 25 110 Árbitro: Rui Costa |  |

| 4 de Fevereiro de 2019 | Belenenses SAD | 0 – 1  | Moreirense        | Setúbal                                                          |  |
| 20:15                  |                | Report | David Texeira 70' | Estádio: Estádio do Bonfim Público: 298 Árbitro: Cláudio Pereira |  |

### 21.ª Jornada
| 8 de Fevereiro de 2019 | Moreirense        | 1 – 1  | Porto                | Moreira de Cónegos                                                                         |  |
| 20:30                  | David Texeira 79' | Report | Héctor Herrera 90+2' | Estádio: Estádio Comendador Joaquim de Almeida Freitas Público: 3 941 Árbitro: Jorge Sousa |  |

| 9 de Fevereiro de 2019 | Marítimo | 0 – 1  | Aves           | Funchal                                                          |  |
| 15:30                  |          | Report | Mama Baldé 20' | Estádio: Estádio dos Barreiros Público: 6 307 Árbitro: Rui Costa |  |

| 9 de Fevereiro de 2019 | Portimonense | 0 – 1  | Rio Ave           | Portimão                                                                       |  |
| 18:00                  |              | Report | Bruno Moreira 30' | Estádio: Estádio Municipal de Portimão Público: 2 495 Árbitro: Hélder Malheiro |  |

| 9 de Fevereiro de 2019 | Tondela          | 1 – 0  | Vitória de Guimarães | Tondela                                                               |  |
| 20:30                  | Juan Delgado 55' | Report |                      | Estádio: Estádio João Cardoso Público: 2 410 Árbitro: Manuel Oliveira |  |

| 10 de Fevereiro de 2019 | Boavista                | 1 – 0  | Santa Clara | Porto                                                               |  |
| 15:00                   | Rafael Costa 58' (pen.) | Report |             | Estádio: Estádio do Bessa Público: 4 072 Árbitro: Artur Soares Dias |  |

| 10 de Fevereiro de 2019 | Braga                           | 2 – 1  | Chaves           | Braga                                                                    |  |
| 15:00                   | Dyego Sousa 64' · Claudemir 80' | Report | Luís Martins 51' | Estádio: Estádio Municipal de Braga Público: 17 362 Árbitro: Hugo Miguel |  |

| 10 de Fevereiro de 2019 | Benfica | 10 – 0 | Nacional | Lisboa                                                        |  |
| 17:30                   | Alejandro Grimaldo 1' · Haris Seferović 21' 27' · João Félix 50' · Pizzi 54' (pen.) · Francisco Ferro 55' · Rúben Dias 64' · Jonas 84' 90' · Rafa Silva 87' | Report |          | Estádio: Estádio da Luz Público: 54 810 Árbitro: Nuno Almeida |  |

| 10 de Fevereiro de 2019 | Feirense          | 1 – 3  | Sporting                                                   | Santa Maria da Feira                                                     |  |
| 20:30                   | Stivan Pektov 76' | Report | António Briseño 44' (Gol-contra) · Bruno Fernandes 58' 68' | Estádio: Estádio Marcolino de Castro Público: 4 114 Árbitro: Manuel Mota |  |

| 11 de Fevereiro de 2019 | Vitória de Setúbal | 0 – 0  | Belenenses SAD | Setúbal                                                        |  |
| 20:15                   |                    | Report |                | Estádio: Estádio do Bonfim Público: 2 471 Árbitro: João Capela |  |

### 22.ª Jornada
| 15 de Fevereiro de 2019 | Rio Ave          | 1 – 2  | Santa Clara                                 | Vila do Conde                                                     |  |
| 20:30                   | Rúben Semedo 45' | Report | Fábio Cardoso 27' · Guilherme Schettine 65' | Estádio: Estádio dos Arcos Público: 2 343 Árbitro: Vítor Ferreira |  |

| 16 de Fevereiro de 2019 | Nacional                                       | 4 – 0  | Feirense | Funchal                                                           |  |
| 15:30                   | Sardor Rashidov 12' 54' 67' · Bryan Rochez 79' | Report |          | Estádio: Estádio da Madeira Público: 2 654 Árbitro: João Pinheiro |  |

| 16 de Fevereiro de 2019 | Vitória de Guimarães                         | 2 – 0  | Portimonense | Guimarães                                                                       |  |
| 18:00                   | Mattheus Oliveira 40' · Alexandre Guedes 72' | Report |              | Estádio: Estádio D. Afonso Henriques Público: 16 341 Árbitro: Artur Soares Dias |  |

| 16 de Fevereiro de 2019 | Porto                                     | 2 – 0  | Vitória de Setúbal | Porto                                                            |  |
| 20:30                   | Héctor Herrera 15' · Francisco Soares 65' | Report |                    | Estádio: Estádio do Dragão Público: 41 116 Árbitro: Nuno Almeida |  |

| 17 de Fevereiro de 2019 | Belenenses SAD | 0 – 1  | Marítimo            | Setúbal                                                        |  |
| 15:00                   |                | Report | Leandro Barrera 71' | Estádio: Estádio do Bonfim Público: 648 Árbitro: António Nobre |  |

| 17 de Fevereiro de 2019 | Moreirense                               | 2 – 0  | Tondela | Moreira de Cónegos                                                                       |  |
| 15:00                   | David Texeira 44' · Bilel Aouacheria 84' | Report |         | Estádio: Estádio Comendador Joaquim de Almeida Freitas Público: 2 090 Árbitro: Rui Costa |  |

| 17 de Fevereiro de 2019 | Chaves                       | 1 – 1  | Boavista          | Chaves                                                                       |  |
| 17:30                   | Bruno Gallo 44' (Gol-contra) | Report | Fábio Espinho 60' | Estádio: Estádio Municipal de Chaves Público: 4 836 Árbitro: Manuel Oliveira |  |

| 17 de Fevereiro de 2019 | Sporting                                      | 3 – 0  | Braga | Lisboa                                                              |  |
| 20:00                   | Bruno Fernandes 34' · Bas Dost 50' (pen.) 68' | Report |       | Estádio: Estádio José Alvalade Público: 27 673 Árbitro: Jorge Sousa |  |

| 18 de Fevereiro de 2019 | Aves | 0 – 3  | Benfica                                         | Vila das Aves                                                                     |  |
| 20:15                   |      | Report | Haris Seferović 2' · Rafa Silva 36' · Ferro 59' | Estádio: Estádio do Clube Desportivo das Aves Público: 5 159 Árbitro: Hugo Miguel |  |

### 23.ª Jornada
| 22 de Fevereiro de 2019 | Braga | 0 – 2  | Belenenses SAD       | Braga                                                                    |  |
| 19:00                   |       | Report | Kikas 38' · Licá 59' | Estádio: Estádio Municipal de Braga Público: 9 054 Árbitro: Nuno Almeida |  |

| 22 de Fevereiro de 2019 | Tondela | 0 – 3  | Porto                                             | Tondela                                                            |  |
| 21:15                   |         | Report | Pepe 11' · Óliver Torres 52' · Héctor Herrera 74' | Estádio: Estádio João Cardoso Público: 3 963 Árbitro: Luís Godinho |  |

| 23 de Fevereiro de 2019 | Feirense            | 1 – 3  | Moreirense                           | Santa Maria da Feira                                                         |  |
| 15:30                   | Antonio Briseño 53' | Report | Chiquinho 1' 47' · Arsénio Nunes 43' | Estádio: Estádio Marcolino de Castro Público: 3 241 Árbitro: Manuel Oliveira |  |

| 23 de Fevereiro de 2019 | Portimonense         | 1 – 1  | Aves        | Portimão                                                                   |  |
| 18:00                   | Jackson Martínez 48' | Report | Rodrigo 21' | Estádio: Estádio Municipal de Portimão Público: 2 850 Árbitro: Jorge Sousa |  |

| 23 de Fevereiro de 2019 | Vitória de Setúbal       | 1 – 1  | Vitória de Guimarães  | Setúbal                                                        |  |
| 20:30                   | Jhonder Cadiz 80' (pen.) | Report | Mattheus Oliveira 45' | Estádio: Estádio do Bonfim Público: 2 954 Árbitro: Hugo Miguel |  |

| 24 de Fevereiro de 2019  | Santa Clara                                   | 2 – 0  | Nacional | Ponta Delgada                                                        |  |
| 15:30 (14:30 Hora Local) | Martin Chrien 66' · Guilherme Schettine 90+1' | Report |          | Estádio: Estádio de São Miguel Público: 1 896 Árbitro: António Nobre |  |

| 24 de Fevereiro de 2019 | Boavista                | 1 – 0  | Rio Ave | Porto                                                             |  |
| 18:00                   | Rafael Costa 12' (pen.) | Report |         | Estádio: Estádio do Bessa Público: 4 649 Árbitro: Fábio Veríssimo |  |

| 25 de Fevereiro de 2019 | Marítimo | 0 – 0  | Sporting | Funchal                                                              |  |
| 19:00                   |          | Report |          | Estádio: Estádio dos Barreiros Público: 9 174 Árbitro: Tiago Martins |  |

| 25 de Fevereiro de 2019 | Benfica                                                           | 4 – 0  | Chaves | Lisboa                                                       |  |
| 21:15                   | Rafa Silva 19' · João Félix 37' · Haris Seferović 44' · Jonas 89' | Report |        | Estádio: Estádio da Luz Público: 46 897 Árbitro: Manuel Mota |  |

### 24.ª Jornada
| 1 de Março de 2019 | Aves                                | 2 – 0  | Boavista | Vila das Aves                                                                      |  |
| 20:30              | Vítor Costa 71' · Jorge Fellipe 79' | Report |          | Estádio: Estádio do Clube Desportivo das Aves Público: 2 710 Árbitro: Nuno Almeida |  |

| 2 de Março de 2019 | Nacional                                                       | 3 – 2  | Tondela                            | Funchal                                                             |  |
| 15:30              | Bryan Riascos 37' · Fernando Tissone 62' · Vítor Gonçalves 83' | Report | Tomané 22' (pen.) · Fahd Moufi 66' | Estádio: Estádio da Madeira Público: 2 335 Árbitro: Hélder Malheiro |  |

| 2 de Março de 2019 | Moreirense              | 1 – 1  | Vitória de Setúbal | Moreira de Cónegos                                                                                 |  |
| 18:00              | Sílvio 36' (Gol-contra) | Report | Jhonder Cádiz 17'  | Estádio: Estádio Comendador Joaquim de Almeida Freitas Público: 1 868 Árbitro: João Malheiro Pinto |  |

| 3 de Março de 2019 | Belenenses SAD                              | 4 – 0  | Feirense | Oeiras                                                   |  |
| 15:00              | Jonatan Lucca 5' · Kikas 34' 67' · Licá 84' | Report |          | Estádio: Estádio Nacional do Jamor Árbitro: Luís Godinho |  |

| 3 de Março de 2019 | Chaves | 0 – 0  | Santa Clara | Chaves                                                        |  |
| 15:00              |        | Report |             | Estádio: Estádio Municipal de Chaves Árbitro: Cláudio Pereira |  |

## Melhores Marcadores
Seferovic 
 Atualizado em 17 de março de 2019
| Pos. | Jogador         | Clube       | Golos |
| ---- | --------------- | ----------- | ----- |
| 1    | Haris Seferović | Benfica     | 23    |
| 2    | Bruno Fernandes | Sporting CP | 20    |
| 3    | Rafa Silva      | Benfica     | 17    |
| 4    | Bas Dost        | Sporting CP | 15    |
| 4    | João Félix      | Benfica     | 15    |
| 4    | Soares          | Porto       | 15    |
| 4    | Dyego Sousa     | Braga       | 15    |
| 8    | Pizzi           | Benfica     | 13    |
| 9    | Wilson Eduardo  | Braga       | 12    |
| 10   | Jonas           | Benfica     | 11    |
| 10   | Moussa Marega   | Porto       | 11    |
| 10   | Licá            | B-SAD       | 11    |

## Campeão
| Campeonato de Portugal de Primeira Divisão 2018/2019 |
| ---------------------------------------------------- |
|                                                      |
| Benfica 37° Título                                   |